# Backstage Books
Backstage Books je brněnské nakladatelství, které vzniklo v roce 2012. Jeho zakladatelem je Martin Toman.
Zpočátku šlo o nakladatelství zaměřené na e-knihy začínajících autorů, dnes již vydává i knihy tištěné, a to jak začínajícím, tak etablovaným autorům. Žánrově jde o různorodé tituly, zahrnující beletrii i odbornou literaturu, prózu i poezii včetně cestopisů či fantasy. Mezi autory patří lektor etikety Daniel Šmíd či modelka, foodblogerka a účastnice televizní soutěže MasterChef Česko Denisa Cziglová. V nakladatelství také vyšla sbírka google poezie či kniha Život s diagnózu, kterou napsala blogerka a spisovatelka Jana Ryšánková, která již třikrát porazila onkologickou nemoc.
Backstage Books rovněž poskytuje nakladatelské služby samovydavatelům. Pro financování vydání publikací nezřídka volí crowdfunding.